# The Girls He Left Behind Him and The Iron Clad Lover
The Girls He Left Behind Him and The Iron Clad Lover er en amerikansk stumfilm fra 1910.